# Solfato cerico
Il solfato cerico è il sale di cerio(IV) dell'acido solforico.
A temperatura ambiente si presenta come un solido giallo-arancio inodore. È un composto irritante.

## Forme idrate
Esiste anche la forma tetraidrata: solido arancione inodore con formula Ce(SO4)2 · 4 H2O, numero CAS 10294-42-5.

Altre caratteristiche della forma tetraidrata:
- massa molecolare = 404,30 u
- densità = 5,02 g/cm³ a 20 °C
- solubilità in acqua = 38 g/l a 50 °C
- temperatura di fusione = 180 °C con rilascio di acqua di cristallizzazione.